# Ormr Barreyjarskáld
Ormr Barreyjarskáld fue probablemente uno de los escaldos más reconocidos de su tiempo, hecho que se evidencia en que fue protagonista de su propia saga, compilada por el sacerdote Ingimundur Einarsson de Reykhólar. La saga desafortunadamente se ha perdido, pero sobreviven algunas estrofas de su obra en Skáldskaparmál, de Snorri Sturluson.

## Teorías sobre su apodo
Finnur Jónsson teorizó que probablemente fue un vikingo del siglo X procedente de la isla de Barra en las Hébridas.
El historiador Åke Ohlmarks fue más atrevido cuando menciona la boda de Reykhólar en 1119 citado en la saga Sturlunga, cuando Ingimundur relata la historia e insinúa que se cumple el centenario de la propiedad de la hacienda donde se celebraba el evento. Efectivamente, en uno de los anexos de Landnámabók (libro de los asentamientos), aparece un listado de sacerdotes que se remonta hasta la figura de Ormur Koðránsson (974 - 1050), hijo de Koðran Eilífsson, y parece probable que creó el relato de Ormr Barreyjarskáld sobre uno de sus antepasados. Sobre su apodo, considera que era raro que lo recibieran de su lugar de origen, más bien lo recibían por el servicio prestado o a quien habían dedicado sus poemas.